# Liga Națională de handbal feminin 2008-2009
Liga Națională de handbal feminin 2008-2009 a fost a 51-a ediție a primului eșalon valoric al campionatului național de handbal feminin românesc, respectiv a 12-a ediție în sistemul Ligii Naționale. Competiția a fost organizată de Federația Română de Handbal (FRH) și a fost câștigată de Oltchim Râmnicu Vâlcea, acesta fiind al 15-lea titlu de acest fel al echipei vâlcene. La finalul turneului, CSM Ploiești și KZN Slatina au retrogradat în Divizia A.
Sezonul 2008-2009 al Ligii Naționale de handbal feminin s-a desfășurat în sistem fiecare cu fiecare, cu tur și retur.

## Echipe participante
În sezonul 2008-2009 au promovat în Liga Națională echipele CSM Ploiești și KZN Slatina, acestea două câștigând seriile A și B din Divizia A. Prima a promovat direct, deoarece ediția anterioară a Ligii Naționale s-a desfășurat cu doar 13 echipe, în timp ce a doua a luat locul echipei CSM Sfântu Gheorghe, care a retrogradat la finalul sezonului 2007-2008.
În total, în ediția 2008-2009 a Ligii Naționale de handbal feminin au luat parte 14 echipe, deși în iunie 2007 FRH stabilise că se va desfășura cu doar 12 echipe, pentru a întări campionatul. Cele 14 echipe au fost:
| - CS Oltchim Râmnicu Vâlcea - CS Rulmentul Urban Brașov - HC Oțelul Galați - HCM Știința Baia Mare - HC Dunărea Brăila - Universitatea Jolidon Cluj - CS Tomis Constanța | - CS Rapid București (handbal feminin) - HC Zalău - HCM Roman - CS HCM Hidroconcas Buzău - CSM Cetate Devatrans Deva - CSM Ploiești - KZN Slatina |

## Clasament
Clasamentul final la data de 19 mai 2009.
| Poz. | Echipa             | J  | V  | E | Î  | GM  | GP  | DG    | P  | Promovare sau retrogradare |
| ---- | ------------------ | -- | -- | - | -- | --- | --- | ----- | -- | -------------------------- |
| 1    | Oltchim Vâlcea     | 26 | 25 | 0 | 1  | 913 | 624 | + 289 | 50 |                            |
| 2    | Rulmentul Brașov   | 26 | 23 | 2 | 1  | 986 | 730 | + 256 | 48 |                            |
| 3    | HC Dunărea Brăila  | 26 | 14 | 3 | 9  | 730 | 690 | + 40  | 31 |                            |
| 4    | Știința Baia Mare  | 26 | 14 | 1 | 11 | 734 | 700 | + 34  | 29 |                            |
| 5    | HC Oțelul Galați   | 26 | 14 | 1 | 11 | 737 | 689 | + 48  | 29 |                            |
| 6    | CS Tomis Constanța | 26 | 13 | 2 | 11 | 732 | 734 | − 2   | 28 |                            |
| 7    | CS Rapid București | 26 | 12 | 2 | 12 | 801 | 827 | − 26  | 26 |                            |
| 8    | HCM Roman          | 26 | 10 | 2 | 14 | 632 | 700 | − 68  | 22 |                            |
| 9    | HC Zalău           | 26 | 9  | 4 | 13 | 669 | 672 | − 3   | 22 |                            |
| 10   | Hidroconcas Buzău  | 26 | 10 | 1 | 15 | 658 | 753 | − 95  | 21 |                            |
| 11   | „U” Jolidon Cluj   | 26 | 9  | 1 | 16 | 750 | 785 | − 35  | 19 |                            |
| 12   | CSM Cetate Deva    | 26 | 9  | 1 | 16 | 679 | 743 | − 64  | 19 |                            |
| ▼13  | CSM Ploiești       | 26 | 8  | 1 | 17 | 725 | 770 | − 45  | 17 | Retrogradate în Divizia A  |
| ▼14  | KZN Slatina        | 26 | 1  | 1 | 24 | 653 | 982 | − 329 | 3  | Retrogradate în Divizia A  |

## Partide
Meciurile ediției 2008-09 a Ligii Naționale de handbal feminin s-au jucat în sistem fiecare cu fiecare, cu tur și retur, iar programul acestora a fost alcătuit după Tabela Berger. Calendarul competițional s-a stabilit prin tragere la sorți.

## Rezultate în tur
Date oficiale publicate de Federația Română de Handbal

### Etapa I
| 14 septembrie 2008 Sport.ro11:00 | HCM Baia Mare | 29 – 29 | Rulmentul Brașov | Sala Sporturilor „Lascăr Pană”, Baia Mare Asistență: 1.300 Arbitri: Barbu, Nica |
| 14 septembrie 2008 Sport.ro11:00 | Geiger 13     | (16–13) | Gogîrlă 6        | Sala Sporturilor „Lascăr Pană”, Baia Mare Asistență: 1.300 Arbitri: Barbu, Nica |
| 14 septembrie 2008 Sport.ro11:00 | 3×            | Cronica | 2×               | Sala Sporturilor „Lascăr Pană”, Baia Mare Asistență: 1.300 Arbitri: Barbu, Nica |

| 14 septembrie 2008 11:00 | Oltchim Râmnicu Vâlcea | 39 – 15 | HCM Roman | Sala Sporturilor „Traian”, Râmnicu Vâlcea Arbitri: Manea, Iliescu |
| 14 septembrie 2008 11:00 | Maier 8                | (19–9)  | Stoleru 4 | Sala Sporturilor „Traian”, Râmnicu Vâlcea Arbitri: Manea, Iliescu |
| 14 septembrie 2008 11:00 | Cronica                |         |           | Sala Sporturilor „Traian”, Râmnicu Vâlcea Arbitri: Manea, Iliescu |

| 14 septembrie 2008 11:00 | HC Dunărea Brăila | 29 – 28 | HC Oțelul Galați | Sala Polivalentă „Danubius”, Brăila Asistență: 2.000 Arbitri: Duță, Florescu |
| 14 septembrie 2008 11:00 | Moldovan 13       | (15–16) | Busuioceanu 7    | Sala Polivalentă „Danubius”, Brăila Asistență: 2.000 Arbitri: Duță, Florescu |
| 14 septembrie 2008 11:00 | Cronica           |         |                  | Sala Polivalentă „Danubius”, Brăila Asistență: 2.000 Arbitri: Duță, Florescu |

| 14 septembrie 2008 11:00 | CS Tomis Constanța | 26 – 31 | Rapid București | Sala Polivalentă, Constanța Arbitri: Harabagiu, Stănescu |
| 14 septembrie 2008 11:00 | Țopa 6             | (12–18) | Cruceanu 8      | Sala Polivalentă, Constanța Arbitri: Harabagiu, Stănescu |
| 14 septembrie 2008 11:00 | Cronica            |         |                 | Sala Polivalentă, Constanța Arbitri: Harabagiu, Stănescu |

| 14 septembrie 2008 11:00 | CSM Cetate Deva | 33 – 30 | KZN Slatina | Sala Polivalentă, Deva Arbitri: Marta, Hendrea |
| 14 septembrie 2008 11:00 | Cartaș 13       | (15–14) | Cîrstea 10  | Sala Polivalentă, Deva Arbitri: Marta, Hendrea |
| 14 septembrie 2008 11:00 | Cronica         |         |             | Sala Polivalentă, Deva Arbitri: Marta, Hendrea |

| 14 septembrie 2008 11:00 | CSM Ploiești | 29 – 34 | HC Zalău  | Sala Sporturilor Olimpia, Ploiești Arbitri: Belean, David |
| 14 septembrie 2008 11:00 | Dospin 9     | (13–16) | Holhoș 11 | Sala Sporturilor Olimpia, Ploiești Arbitri: Belean, David |
| 14 septembrie 2008 11:00 | Cronica      |         |           | Sala Sporturilor Olimpia, Ploiești Arbitri: Belean, David |

| 14 septembrie 2008 11:00 | Hidroconcas Buzău | 24 – 23 | „U” Jolidon Cluj | Sala „Romeo Iamandi”, Buzău Arbitri: Călin, Gheorghe |
| 14 septembrie 2008 11:00 | Lipan 12          | (13–12) | Joldeș 5         | Sala „Romeo Iamandi”, Buzău Arbitri: Călin, Gheorghe |
| 14 septembrie 2008 11:00 | Cronica           |         |                  | Sala „Romeo Iamandi”, Buzău Arbitri: Călin, Gheorghe |

### Etapa a II-a
| 21 septembrie 2008 11:00 | Rulmentul Brașov | 42 – 29 | „U” Jolidon Cluj | Sala „Dumitru Popescu Colibași”, Brașov Arbitri: Iliescu, Manea |
| 21 septembrie 2008 11:00 | Gogîrlă 10       | (23–13) | Senocico 11      | Sala „Dumitru Popescu Colibași”, Brașov Arbitri: Iliescu, Manea |
| 21 septembrie 2008 11:00 | Cronica          |         |                  | Sala „Dumitru Popescu Colibași”, Brașov Arbitri: Iliescu, Manea |

| 21 septembrie 2008 11:00 | KZN Slatina | 32 – 28 | CSM Ploiești | Sala de sport a LPS, Slatina Arbitri: Fînață, Moldoveanu |
| 21 septembrie 2008 11:00 | Zamfir 10   | (16–14) | Dospin 8     | Sala de sport a LPS, Slatina Arbitri: Fînață, Moldoveanu |
| 21 septembrie 2008 11:00 | Cronica     |         |              | Sala de sport a LPS, Slatina Arbitri: Fînață, Moldoveanu |

| 21 septembrie 2008 11:00 | HC Zalău | 23 – 26 | Hidroconcas Buzău | Sala „Avram Iancu”, Zalău Arbitri: Barcan, Ciurea |
| 21 septembrie 2008 11:00 | Czeczi 9 | (6–13)  | Lipan 9           | Sala „Avram Iancu”, Zalău Arbitri: Barcan, Ciurea |
| 21 septembrie 2008 11:00 | Cronica  |         |                   | Sala „Avram Iancu”, Zalău Arbitri: Barcan, Ciurea |

| 21 septembrie 2008 11:00 | Rapid București | 36 – 31 | CSM Cetate Deva | Sala „Rapid”, București Arbitri: Barbu, Nica |
| 21 septembrie 2008 11:00 | Cruceanu 18     | (19–16) | Cartaș 10       | Sala „Rapid”, București Arbitri: Barbu, Nica |
| 21 septembrie 2008 11:00 | Cronica         |         |                 | Sala „Rapid”, București Arbitri: Barbu, Nica |

| 21 septembrie 2008 11:00 | HC Oțelul Galați | 23 – 22 | CS Tomis Constanța | Sala „Siderurgistul”, Galați Arbitri: Bejenariu, Cârligeanu |
| 21 septembrie 2008 11:00 | Busuioceanu 8    | (14–12) | Jafarova 7         | Sala „Siderurgistul”, Galați Arbitri: Bejenariu, Cârligeanu |
| 21 septembrie 2008 11:00 | Cronica          |         |                    | Sala „Siderurgistul”, Galați Arbitri: Bejenariu, Cârligeanu |

| 21 septembrie 2008 11:00 | HCM Roman   | 26 – 26 | HC Dunărea Brăila    | Sala Polivalentă, Roman Arbitri: Băducu, Voicu |
| 21 septembrie 2008 11:00 | Demetercă 9 | (14–15) | Braniște, Moldovan 7 | Sala Polivalentă, Roman Arbitri: Băducu, Voicu |
| 21 septembrie 2008 11:00 | Cronica     |         |                      | Sala Polivalentă, Roman Arbitri: Băducu, Voicu |

| 21 septembrie 2008 11:00 | HCM Baia Mare | 19 – 23 | Oltchim Râmnicu Vâlcea | Sala Sporturilor „Lascăr Pană”, Baia Mare Asistență: 1.800 Arbitri: Anton, Cristea |
| 21 septembrie 2008 11:00 | Balint 8      | (13–13) | Lecușanu 5             | Sala Sporturilor „Lascăr Pană”, Baia Mare Asistență: 1.800 Arbitri: Anton, Cristea |
| 21 septembrie 2008 11:00 | 1×            | Cronica | 1×                     | Sala Sporturilor „Lascăr Pană”, Baia Mare Asistență: 1.800 Arbitri: Anton, Cristea |

### Etapa a III-a
| 28 septembrie 2008 Sport.ro11:00 | Oltchim Râmnicu Vâlcea | 31 – 25 | Rulmentul Brașov | Sala Sporturilor „Traian”, Râmnicu Vâlcea Arbitri: Pavel, State |
| 28 septembrie 2008 Sport.ro11:00 | Maier 11               | (17–13) | Amariei, Gâlcă 5 | Sala Sporturilor „Traian”, Râmnicu Vâlcea Arbitri: Pavel, State |
| 28 septembrie 2008 Sport.ro11:00 | Cronica                |         |                  | Sala Sporturilor „Traian”, Râmnicu Vâlcea Arbitri: Pavel, State |

| 28 septembrie 2008 11:00 | HC Dunărea Brăila | 31 – 24 | HCM Baia Mare | Sala Polivalentă „Danubius”, Brăila Asistență: 1.500 Arbitri: Iliescu, Manea |
| 28 septembrie 2008 11:00 | Moldovan 10       | (15–10) | Geiger 5      | Sala Polivalentă „Danubius”, Brăila Asistență: 1.500 Arbitri: Iliescu, Manea |
| 28 septembrie 2008 11:00 | 2×                | Cronica | 3×            | Sala Polivalentă „Danubius”, Brăila Asistență: 1.500 Arbitri: Iliescu, Manea |

| 28 septembrie 2008 11:00 | CS Tomis Constanța | 28 – 23 | HCM Roman | Sala Polivalentă, Constanța Arbitri: Duță, Florescu |
| 28 septembrie 2008 11:00 | Seifer 8           | (15–12) |           | Sala Polivalentă, Constanța Arbitri: Duță, Florescu |
| 28 septembrie 2008 11:00 | Cronica            |         |           | Sala Polivalentă, Constanța Arbitri: Duță, Florescu |

| 28 septembrie 2008 11:00 | CSM Cetate Deva | 29 – 31 | HC Oțelul Galați | Sala Polivalentă, Deva Arbitri: Barcan, Ciurea |
| 28 septembrie 2008 11:00 | Ghionea 8       | (14–18) | Moise 9          | Sala Polivalentă, Deva Arbitri: Barcan, Ciurea |
| 28 septembrie 2008 11:00 | 1×              | Cronica | 3×               | Sala Polivalentă, Deva Arbitri: Barcan, Ciurea |

| 28 septembrie 2008 11:00 | CSM Ploiești | 32 – 33 | Rapid București | Sala Sporturilor Olimpia, Ploiești Arbitri: Dordea, Zăuleț |
| 28 septembrie 2008 11:00 | (17–18)      |         |                 | Sala Sporturilor Olimpia, Ploiești Arbitri: Dordea, Zăuleț |
| 28 septembrie 2008 11:00 | [ Cronica]   |         |                 | Sala Sporturilor Olimpia, Ploiești Arbitri: Dordea, Zăuleț |

| 28 septembrie 2008 11:00 | Hidroconcas Buzău | 36 – 29 | KZN Slatina | Sala „Romeo Iamandi”, Buzău Arbitri: Blas, Ghiorghișor |
| 28 septembrie 2008 11:00 | (16–14)           |         |             | Sala „Romeo Iamandi”, Buzău Arbitri: Blas, Ghiorghișor |
| 28 septembrie 2008 11:00 | [ Cronica]        |         |             | Sala „Romeo Iamandi”, Buzău Arbitri: Blas, Ghiorghișor |

| 28 septembrie 2008 11:00 | „U” Jolidon Cluj | 30 – 23 | HC Zalău    | Sala Sporturilor „Horia Demian”, Cluj Arbitri: Anton, Năstase |
| 28 septembrie 2008 11:00 | Senocico 8       | (14–10) | Coadălată 8 | Sala Sporturilor „Horia Demian”, Cluj Arbitri: Anton, Năstase |
| 28 septembrie 2008 11:00 |                  | Cronica | 1× 1×       | Sala Sporturilor „Horia Demian”, Cluj Arbitri: Anton, Năstase |

### Etapa a IV-a
| 30 septembrie 2008 16:00 | Rulmentul Brașov | 33 – 21 | HC Zalău | Sala „Dumitru Popescu Colibași”, Brașov Arbitri: Candidatu, Spătaru |
| 30 septembrie 2008 16:00 | Gâlcă, Gogîrlă 9 | (15–13) |          | Sala „Dumitru Popescu Colibași”, Brașov Arbitri: Candidatu, Spătaru |
| 30 septembrie 2008 16:00 | Cronica          |         |          | Sala „Dumitru Popescu Colibași”, Brașov Arbitri: Candidatu, Spătaru |

| 1 octombrie 2008 17:00 | Oltchim Râmnicu Vâlcea | 33 – 23 | HC Dunărea Brăila | Sala Sporturilor „Traian”, Râmnicu Vâlcea Arbitri: Călina, Dobre |
| 1 octombrie 2008 17:00 | Lecușanu 5             | (17–13) | Moldovan 9        | Sala Sporturilor „Traian”, Râmnicu Vâlcea Arbitri: Călina, Dobre |
| 1 octombrie 2008 17:00 | Cronica                |         |                   | Sala Sporturilor „Traian”, Râmnicu Vâlcea Arbitri: Călina, Dobre |

| 3 octombrie 2008 | Rapid București | 41 – 36 | Hidroconcas Buzău | Sala „Rapid”, București Arbitri: Marta, Hendrea |
| 3 octombrie 2008 | (17–19)         |         |                   | Sala „Rapid”, București Arbitri: Marta, Hendrea |
| 3 octombrie 2008 | [ Cronica]      |         |                   | Sala „Rapid”, București Arbitri: Marta, Hendrea |

| 5 octombrie 2008 | KZN Slatina | 23 – 34 | „U” Jolidon Cluj | Sala de sport a LPS, Slatina Arbitri: Barbu, Nica |
| 5 octombrie 2008 |             | (15–14) | Senocico 10      | Sala de sport a LPS, Slatina Arbitri: Barbu, Nica |
| 5 octombrie 2008 | Cronica     |         |                  | Sala de sport a LPS, Slatina Arbitri: Barbu, Nica |

| 5 octombrie 2008 11:00 | HC Oțelul Galați | 34 – 27 | CSM Ploiești | Sala „Siderurgistul”, Galați Arbitri: Blas, Ghiorghișor |
| 5 octombrie 2008 11:00 | Cioaric 10       | (15–14) | Dospin 11    | Sala „Siderurgistul”, Galați Arbitri: Blas, Ghiorghișor |
| 5 octombrie 2008 11:00 | Cronica          |         |              | Sala „Siderurgistul”, Galați Arbitri: Blas, Ghiorghișor |

| 5 octombrie 2008 | HCM Roman  | 24 – 23 | CSM Cetate Deva | Sala Polivalentă, Roman Arbitri: Stark, Ștefan |
| 5 octombrie 2008 | (11–13)    |         |                 | Sala Polivalentă, Roman Arbitri: Stark, Ștefan |
| 5 octombrie 2008 | [ Cronica] |         |                 | Sala Polivalentă, Roman Arbitri: Stark, Ștefan |

| 22 octombrie 2008 15:00 | HCM Baia Mare    | 31 – 28 | CS Tomis Constanța | Sala Sporturilor „Lascăr Pană”, Baia Mare Asistență: 500 Arbitri: Fânață, Moldoveanu |
| 22 octombrie 2008 15:00 | Balint, Kovacs 7 | (16–13) | Seifer 4           | Sala Sporturilor „Lascăr Pană”, Baia Mare Asistență: 500 Arbitri: Fânață, Moldoveanu |
| 22 octombrie 2008 15:00 | Cronica          |         |                    | Sala Sporturilor „Lascăr Pană”, Baia Mare Asistență: 500 Arbitri: Fânață, Moldoveanu |

### Etapa a V-a
| 26 octombrie 2008 | HC Dunărea Brăila | 27 – 30 | Rulmentul Brașov | Sala Polivalentă „Danubius”, Brăila Arbitri: Călina, Dobre |
| 26 octombrie 2008 | Moldovan 7        | (14–15) | Gâlcă, Gogîrlă 6 | Sala Polivalentă „Danubius”, Brăila Arbitri: Călina, Dobre |
| 26 octombrie 2008 | Cronica           |         |                  | Sala Polivalentă „Danubius”, Brăila Arbitri: Călina, Dobre |

| 26 octombrie 2008 11:00 | CS Tomis Constanța | 20 – 36 | Oltchim Râmnicu Vâlcea | Sala Polivalentă, Constanța Arbitri: Barcan, Ciurea |
| 26 octombrie 2008 11:00 | Ackar 9            | (10–16) | Vădineanu 7            | Sala Polivalentă, Constanța Arbitri: Barcan, Ciurea |
| 26 octombrie 2008 11:00 | Cronica            |         |                        | Sala Polivalentă, Constanța Arbitri: Barcan, Ciurea |

| 26 octombrie 2008 | CSM Cetate Deva | 26 – 23 | HCM Baia Mare | Sala Polivalentă, Deva Asistență: 300 Arbitri: Din, Dinu |
| 26 octombrie 2008 | Tóth 12         | (11–8)  | Balint 6      | Sala Polivalentă, Deva Asistență: 300 Arbitri: Din, Dinu |
| 26 octombrie 2008 | 2×              | Cronica | 4×            | Sala Polivalentă, Deva Asistență: 300 Arbitri: Din, Dinu |

| 26 octombrie 2008 | CSM Ploiești | 30 – 27 | HCM Roman    | Sala Sporturilor Olimpia, Ploiești Asistență: 800 Arbitri: Pavel, State |
| 26 octombrie 2008 | Dospin 10    | (16–17) | Demetercă 11 | Sala Sporturilor Olimpia, Ploiești Asistență: 800 Arbitri: Pavel, State |
| 26 octombrie 2008 | Cronica      |         |              | Sala Sporturilor Olimpia, Ploiești Asistență: 800 Arbitri: Pavel, State |

| 26 octombrie 2008 | Hidroconcas Buzău | 26 – 24 | HC Oțelul Galați | Sala „Romeo Iamandi”, Buzău Arbitri: Duță, Florescu |
| 26 octombrie 2008 | (11–9)            |         |                  | Sala „Romeo Iamandi”, Buzău Arbitri: Duță, Florescu |
| 26 octombrie 2008 | [ Cronica]        |         |                  | Sala „Romeo Iamandi”, Buzău Arbitri: Duță, Florescu |

| 26 octombrie 2008 | „U” Jolidon Cluj | 32 – 36 | Rapid București | Sala Sporturilor „Horia Demian”, Cluj Asistență: 1.000 Arbitri: Barbu, Nica |
| 26 octombrie 2008 | Senocico 8       | (18–17) | Cruceanu 10     | Sala Sporturilor „Horia Demian”, Cluj Asistență: 1.000 Arbitri: Barbu, Nica |
| 26 octombrie 2008 | Cronica          |         |                 | Sala Sporturilor „Horia Demian”, Cluj Asistență: 1.000 Arbitri: Barbu, Nica |

| 26 octombrie 2008 11:00 | HC Zalău  | 30 – 19 | KZN Slatina | Sala „Avram Iancu”, Zalău Arbitri: Dordea, Zăuleț |
| 26 octombrie 2008 11:00 | Băbeanu 7 | (15–9)  |             | Sala „Avram Iancu”, Zalău Arbitri: Dordea, Zăuleț |
| 26 octombrie 2008 11:00 | Cronica   |         |             | Sala „Avram Iancu”, Zalău Arbitri: Dordea, Zăuleț |

### Etapa a VI-a
| 29 octombrie 2008 11:00 | HC Oțelul Galați | 35 – 22 | „U” Jolidon Cluj | Sala „Siderurgistul”, Galați Arbitri: Iliescu, Manea |
| 29 octombrie 2008 11:00 | Cioaric 9        | (19–11) |                  | Sala „Siderurgistul”, Galați Arbitri: Iliescu, Manea |
| 29 octombrie 2008 11:00 | Cronica          |         |                  | Sala „Siderurgistul”, Galați Arbitri: Iliescu, Manea |

| 29 octombrie 2008 17:00 | Rulmentul Brașov | 47 – 26 | KZN Slatina | Sala „Dumitru Popescu Colibași”, Brașov Arbitri: Anton, Năstase |
| 29 octombrie 2008 17:00 | Niculae 8        | (27–11) |             | Sala „Dumitru Popescu Colibași”, Brașov Arbitri: Anton, Năstase |
| 29 octombrie 2008 17:00 | Cronica          |         |             | Sala „Dumitru Popescu Colibași”, Brașov Arbitri: Anton, Năstase |

| 29 octombrie 2008 17:00 | Oltchim Râmnicu Vâlcea | 33 – 25 | CSM Cetate Deva           | Sala Sporturilor „Traian”, Râmnicu Vâlcea Arbitri: Blaj, Ghiorghișor |
| 29 octombrie 2008 17:00 | Pușcașu 8              | (18–13) | Bardac, Borbély, Cartaș 5 | Sala Sporturilor „Traian”, Râmnicu Vâlcea Arbitri: Blaj, Ghiorghișor |
| 29 octombrie 2008 17:00 | Cronica                |         |                           | Sala Sporturilor „Traian”, Râmnicu Vâlcea Arbitri: Blaj, Ghiorghișor |

| 29 octombrie 2008 17:00 | HCM Baia Mare | 29 – 25 | CSM Ploiești   | Sala Sporturilor „Lascăr Pană”, Baia Mare Asistență: 500 Arbitri: Belean, David |
| 29 octombrie 2008 17:00 | Kovacs 10     | (15–12) | Dospin, Luca 5 | Sala Sporturilor „Lascăr Pană”, Baia Mare Asistență: 500 Arbitri: Belean, David |
| 29 octombrie 2008 17:00 | Cronica       |         |                | Sala Sporturilor „Lascăr Pană”, Baia Mare Asistență: 500 Arbitri: Belean, David |

| 2 noiembrie 2008 11:00 | HCM Roman  | 24 – 25 | Hidroconcas Buzău | Sala Polivalentă, Roman Arbitri: Barcan, Ciurea |
| 2 noiembrie 2008 11:00 | (10–10)    |         |                   | Sala Polivalentă, Roman Arbitri: Barcan, Ciurea |
| 2 noiembrie 2008 11:00 | [ Cronica] |         |                   | Sala Polivalentă, Roman Arbitri: Barcan, Ciurea |

| 2 noiembrie 2008 11:00 | HC Dunărea Brăila | 25 – 26 | CS Tomis Constanța | Sala Polivalentă „Danubius”, Brăila Arbitri: Pleșa, Pripas |
| 2 noiembrie 2008 11:00 | Moldovan 16       | (10–13) |                    | Sala Polivalentă „Danubius”, Brăila Arbitri: Pleșa, Pripas |
| 2 noiembrie 2008 11:00 | Cronica           |         |                    | Sala Polivalentă „Danubius”, Brăila Arbitri: Pleșa, Pripas |

| 2 noiembrie 2008 11:30 | Rapid București | 25 – 25 | HC Zalău | Sala „Rapid”, București Arbitri: Harabagiu, Stănescu |
| 2 noiembrie 2008 11:30 | (10–11)         |         |          | Sala „Rapid”, București Arbitri: Harabagiu, Stănescu |
| 2 noiembrie 2008 11:30 | [ Cronica]      |         |          | Sala „Rapid”, București Arbitri: Harabagiu, Stănescu |

### Etapa a VII-a
| 4 noiembrie 2008 16:00 | CSM Ploiești | 26 – 40 | Oltchim Râmnicu Vâlcea | Sala Sporturilor Olimpia, Ploiești |
| 4 noiembrie 2008 16:00 | (18–20)      |         |                        | Sala Sporturilor Olimpia, Ploiești |
| 4 noiembrie 2008 16:00 | [ Cronica]   |         |                        | Sala Sporturilor Olimpia, Ploiești |

| 5 noiembrie 2008 11:30 | CS Tomis Constanța | 26 – 30 | Rulmentul Brașov | Sala Polivalentă, Constanța |
| 5 noiembrie 2008 11:30 | Seifer 10          | (11–19) | Gâlcă, Gogîrlă 5 | Sala Polivalentă, Constanța |
| 5 noiembrie 2008 11:30 | Cronica            |         |                  | Sala Polivalentă, Constanța |

| 9 noiembrie 2008 | CSM Cetate Deva | 34 – 30 | HC Dunărea Brăila | Sala Polivalentă, Deva |
| 9 noiembrie 2008 | (18–12)         |         |                   | Sala Polivalentă, Deva |
| 9 noiembrie 2008 | [ Cronica]      |         |                   | Sala Polivalentă, Deva |

| 9 noiembrie 2008 | „U” Jolidon Cluj | 32 – 24 | HCM Roman | Sala Sporturilor „Horia Demian”, Cluj |
| 9 noiembrie 2008 | (14–14)          |         |           | Sala Sporturilor „Horia Demian”, Cluj |
| 9 noiembrie 2008 | [ Cronica]       |         |           | Sala Sporturilor „Horia Demian”, Cluj |

| 9 noiembrie 2008 11:00 | HC Zalău  | 28 – 17 | HC Oțelul Galați | Sala „Avram Iancu”, Zalău Arbitri: Marta, Hendrea |
| 9 noiembrie 2008 11:00 | Holhoș 10 | (13–11) |                  | Sala „Avram Iancu”, Zalău Arbitri: Marta, Hendrea |
| 9 noiembrie 2008 11:00 | Cronica   |         |                  | Sala „Avram Iancu”, Zalău Arbitri: Marta, Hendrea |

| 9 noiembrie 2008 | KZN Slatina | 38 – 38 | Rapid București | Sala de sport a LPS, Slatina |
| 9 noiembrie 2008 | (21–18)     |         |                 | Sala de sport a LPS, Slatina |
| 9 noiembrie 2008 | [ Cronica]  |         |                 | Sala de sport a LPS, Slatina |

| 12 noiembrie 2008 17:00 | Hidroconcas Buzău | 26 – 25 | HCM Baia Mare | Sala „Romeo Iamandi”, Buzău Asistență: 1.400 Arbitri: Barbu, Nica |
| 12 noiembrie 2008 17:00 | Lipan 12          | (17–13) | Kovacs 7      | Sala „Romeo Iamandi”, Buzău Asistență: 1.400 Arbitri: Barbu, Nica |
| 12 noiembrie 2008 17:00 | 3×                | Cronica | 3×            | Sala „Romeo Iamandi”, Buzău Asistență: 1.400 Arbitri: Barbu, Nica |

### Etapa a VIII-a
| 19 decembrie 2008 16:00 | Rulmentul Brașov | 44 – 22 | Rapid București | Sala „Dumitru Popescu Colibași”, Brașov |
| 19 decembrie 2008 16:00 | (20–9)           |         |                 | Sala „Dumitru Popescu Colibași”, Brașov |
| 19 decembrie 2008 16:00 | [ Cronica]       |         |                 | Sala „Dumitru Popescu Colibași”, Brașov |

| 20 decembrie 2008 11:00 | HCM Roman | 23 – 18 | HC Zalău          | Sala Polivalentă, Roman Arbitri: Iliescu, Manea |
| 20 decembrie 2008 11:00 |           | (14–10) | Băbeanu, Holhoș 4 | Sala Polivalentă, Roman Arbitri: Iliescu, Manea |
| 20 decembrie 2008 11:00 | Cronica   |         |                   | Sala Polivalentă, Roman Arbitri: Iliescu, Manea |

| 21 decembrie 2008 11:00 | HC Oțelul Galați | 38 – 23 | KZN Slatina | Sala „Siderurgistul”, Galați Arbitri: Blas, Ghiorghișor |
| 21 decembrie 2008 11:00 | Dobca, Tudor 6   | (22–8)  |             | Sala „Siderurgistul”, Galați Arbitri: Blas, Ghiorghișor |
| 21 decembrie 2008 11:00 | Cronica          |         |             | Sala „Siderurgistul”, Galați Arbitri: Blas, Ghiorghișor |

| 21 decembrie 2008 11:00 | HCM Baia Mare | 33 – 28 | „U” Jolidon Cluj | Sala Sporturilor „Lascăr Pană”, Baia Mare Asistență: 1.200 Arbitri: Barcan, Ciurea |
| 21 decembrie 2008 11:00 | Balint 11     | (20–13) | Joldeș 11        | Sala Sporturilor „Lascăr Pană”, Baia Mare Asistență: 1.200 Arbitri: Barcan, Ciurea |
| 21 decembrie 2008 11:00 | 3×            | Cronica | 3×               | Sala Sporturilor „Lascăr Pană”, Baia Mare Asistență: 1.200 Arbitri: Barcan, Ciurea |

| 21 decembrie 2008 11:00 | CSM Ploiești | 29 – 28 | HC Dunărea Brăila | Sala Sporturilor Olimpia, Ploiești Arbitri: Bejenariu, Cârligeanu |
| 21 decembrie 2008 11:00 | (13–14)      |         |                   | Sala Sporturilor Olimpia, Ploiești Arbitri: Bejenariu, Cârligeanu |
| 21 decembrie 2008 11:00 | [ Cronica]   |         |                   | Sala Sporturilor Olimpia, Ploiești Arbitri: Bejenariu, Cârligeanu |

| 21 decembrie 2008 11:00 | CS Tomis Constanța | 31 – 27 | CSM Cetate Deva | Sala Sporturilor, Medgidia |
| 21 decembrie 2008 11:00 | (14–11)            |         |                 | Sala Sporturilor, Medgidia |
| 21 decembrie 2008 11:00 | [ Cronica]         |         |                 | Sala Sporturilor, Medgidia |

| 21 decembrie 2008 | Oltchim Râmnicu Vâlcea | 37 – 18 | Hidroconcas Buzău | Sala Sporturilor „Traian”, Râmnicu Vâlcea |
| 21 decembrie 2008 | Avădanii 7             | (18–13) | Mojoiu 7          | Sala Sporturilor „Traian”, Râmnicu Vâlcea |
| 21 decembrie 2008 | Cronica                |         |                   | Sala Sporturilor „Traian”, Râmnicu Vâlcea |

### Etapa a IX-a
| 28 decembrie 2008 | HC Zalău | 21 – 20 | HCM Baia Mare | Sala „Avram Iancu”, Zalău Asistență: 800 Arbitri: Duță, Florescu |
| 28 decembrie 2008 | Holhoș 6 | (11–10) | Balint 8      | Sala „Avram Iancu”, Zalău Asistență: 800 Arbitri: Duță, Florescu |
| 28 decembrie 2008 | Cronica  |         |               | Sala „Avram Iancu”, Zalău Asistență: 800 Arbitri: Duță, Florescu |

| 28 decembrie 2008 | CSM Cetate Deva | 22 – 41 | Rulmentul Brașov | Sala Polivalentă, Deva |
| 28 decembrie 2008 | (11–22)         |         |                  | Sala Polivalentă, Deva |
| 28 decembrie 2008 | [ Cronica]      |         |                  | Sala Polivalentă, Deva |

| 28 decembrie 2008 11:00 | CSM Ploiești | 29 – 30 | CS Tomis Constanța | Sala Sporturilor Olimpia, Ploiești |
| 28 decembrie 2008 11:00 | (16–19)      |         |                    | Sala Sporturilor Olimpia, Ploiești |
| 28 decembrie 2008 11:00 | [ Cronica]   |         |                    | Sala Sporturilor Olimpia, Ploiești |

| 28 decembrie 2008 | Hidroconcas Buzău | 21 – 26 | HC Dunărea Brăila | Sala „Romeo Iamandi”, Buzău |
| 28 decembrie 2008 | (11–12)           |         |                   | Sala „Romeo Iamandi”, Buzău |
| 28 decembrie 2008 | [ Cronica]        |         |                   | Sala „Romeo Iamandi”, Buzău |

| 28 decembrie 2008 | „U” Jolidon Cluj | 25 – 28 | Oltchim Râmnicu Vâlcea | Sala Sporturilor „Horia Demian”, Cluj |
| 28 decembrie 2008 | Joldeș 9         | (14–11) | Avădanii 7             | Sala Sporturilor „Horia Demian”, Cluj |
| 28 decembrie 2008 | Cronica          |         |                        | Sala Sporturilor „Horia Demian”, Cluj |

| 28 decembrie 2008 | KZN Slatina | 27 – 35 | HCM Roman | Sala de sport a LPS, Slatina |
| 28 decembrie 2008 | (13–18)     |         |           | Sala de sport a LPS, Slatina |
| 28 decembrie 2008 | [ Cronica]  |         |           | Sala de sport a LPS, Slatina |

| 28 decembrie 2008 | Rapid București | 33 – 32 | HC Oțelul Galați | Sala „Rapid”, București |
| 28 decembrie 2008 |                 | (16–19) | Busuioceanu 9    | Sala „Rapid”, București |
| 28 decembrie 2008 | Cronica         |         |                  | Sala „Rapid”, București |

### Etapa a X-a
| 4 ianuarie 2009 | Rulmentul Brașov | 37 – 23 | HC Oțelul Galați | Sala „Dumitru Popescu Colibași”, Brașov |
| 4 ianuarie 2009 | Barbosa 7        | (19–10) | Busuioceanu 5    | Sala „Dumitru Popescu Colibași”, Brașov |
| 4 ianuarie 2009 | Cronica          |         |                  | Sala „Dumitru Popescu Colibași”, Brașov |

| 4 ianuarie 2009 | HCM Roman   | 28 – 27 | Rapid București | Sala Polivalentă, Roman |
| 4 ianuarie 2009 | Demetercă 7 | (18–11) | Popa 7          | Sala Polivalentă, Roman |
| 4 ianuarie 2009 | Cronica     |         |                 | Sala Polivalentă, Roman |

| 4 ianuarie 2009 | HCM Baia Mare | 48 – 28 | KZN Slatina | Sala Sporturilor „Lascăr Pană”, Baia Mare Asistență: 500 Arbitri: Băducu, Voicu |
| 4 ianuarie 2009 | Dobromir 12   | (24–15) | Zamfir 7    | Sala Sporturilor „Lascăr Pană”, Baia Mare Asistență: 500 Arbitri: Băducu, Voicu |
| 4 ianuarie 2009 | 4×            | Cronica | 4×          | Sala Sporturilor „Lascăr Pană”, Baia Mare Asistență: 500 Arbitri: Băducu, Voicu |

| 4 ianuarie 2009 11:00 | HC Dunărea Brăila | 30 – 25 | „U” Jolidon Cluj | Sala Polivalentă „Danubius”, Brăila |
| 4 ianuarie 2009 11:00 | Moldovan 16       | (15–16) | Senocico 6       | Sala Polivalentă „Danubius”, Brăila |
| 4 ianuarie 2009 11:00 | Cronica           |         |                  | Sala Polivalentă „Danubius”, Brăila |

| 4 ianuarie 2009 | CS Tomis Constanța | 28 – 22 | Hidroconcas Buzău | Sala Polivalentă, Constanța Arbitri: Dordea, Zăuleț |
| 4 ianuarie 2009 | Djafarova 7        | (14–10) |                   | Sala Polivalentă, Constanța Arbitri: Dordea, Zăuleț |
| 4 ianuarie 2009 | Cronica            |         |                   | Sala Polivalentă, Constanța Arbitri: Dordea, Zăuleț |

| 4 ianuarie 2009 | CSM Cetate Deva | 26 – 26 | CSM Ploiești | Sala Polivalentă, Roman |
| 4 ianuarie 2009 | (14–13)         |         |              | Sala Polivalentă, Roman |
| 4 ianuarie 2009 | [ Cronica]      |         |              | Sala Polivalentă, Roman |

| 6 ianuarie 2009 11:00 | Oltchim Râmnicu Vâlcea | 28 – 24 | HC Zalău | Sala Sporturilor „Traian”, Râmnicu Vâlcea Asistență: 600 Arbitri: Fânață, Moldoveanu |
| 6 ianuarie 2009 11:00 | Gatzel 5               | (16–10) | Ivan 10  | Sala Sporturilor „Traian”, Râmnicu Vâlcea Asistență: 600 Arbitri: Fânață, Moldoveanu |
| 6 ianuarie 2009 11:00 | Cronica                |         |          | Sala Sporturilor „Traian”, Râmnicu Vâlcea Asistență: 600 Arbitri: Fânață, Moldoveanu |

### Etapa a XI-a
| 11 ianuarie 2009 11:00 | „U” Jolidon Cluj | 28 – 28 | CS Tomis Constanța | Sala Sporturilor „Horia Demian”, Cluj |
| 11 ianuarie 2009 11:00 | Senocico 8       | (11–10) | Cărbune 9          | Sala Sporturilor „Horia Demian”, Cluj |
| 11 ianuarie 2009 11:00 |                  | Cronica | 1×                 | Sala Sporturilor „Horia Demian”, Cluj |

| 11 ianuarie 2009 11:00 | HC Oțelul Galați | 36 – 27 | HCM Roman | Sala „Siderurgistul”, Galați |
| 11 ianuarie 2009 11:00 | Cioaric 12       | (15–13) | Mazur 10  | Sala „Siderurgistul”, Galați |
| 11 ianuarie 2009 11:00 | Cronica          |         |           | Sala „Siderurgistul”, Galați |

| 11 ianuarie 2009 11:00 | HC Zalău  | 22 – 22 | HC Dunărea Brăila | Sala „Avram Iancu”, Zalău Arbitri: Stark, Ștefan |
| 11 ianuarie 2009 11:00 | Holhoș 10 | (13–10) | Rădulescu 7       | Sala „Avram Iancu”, Zalău Arbitri: Stark, Ștefan |
| 11 ianuarie 2009 11:00 | Cronica   |         |                   | Sala „Avram Iancu”, Zalău Arbitri: Stark, Ștefan |

| 11 ianuarie 2009 11:00 | Hidroconcas Buzău | 24 – 30 | CSM Cetate Deva | Sala „Romeo Iamandi”, Buzău |
| 11 ianuarie 2009 11:00 | Rîmbu, Zavragiu 7 | (12–11) | Cartaș 8        | Sala „Romeo Iamandi”, Buzău |
| 11 ianuarie 2009 11:00 | Cronica           |         |                 | Sala „Romeo Iamandi”, Buzău |

| 11 ianuarie 2009 11:00 | CSM Ploiești | 29 – 40 | Rulmentul Brașov | Sala Sporturilor Olimpia, Ploiești |
| 11 ianuarie 2009 11:00 | Toma 9       | (14–21) | Barbosa 10       | Sala Sporturilor Olimpia, Ploiești |
| 11 ianuarie 2009 11:00 | Cronica      |         |                  | Sala Sporturilor Olimpia, Ploiești |

| 11 ianuarie 2009 | Rapid București | 33 – 30 | HCM Baia Mare | Sala „Rapid”, București Asistență: 200 Arbitri: Harabagiu, Stănescu |
| 11 ianuarie 2009 | Cruceanu 10     | (12–12) | Balint 11     | Sala „Rapid”, București Asistență: 200 Arbitri: Harabagiu, Stănescu |
| 11 ianuarie 2009 | Cronica         |         |               | Sala „Rapid”, București Asistență: 200 Arbitri: Harabagiu, Stănescu |

| 14 ianuarie 2009 17:00 | KZN Slatina               | 45 – 19 | Oltchim Râmnicu Vâlcea | Sala de sport a LPS, Slatina |
| 14 ianuarie 2009 17:00 | Drăghici, Lazăr, Zamfir 4 | (23–9)  | Szűcs 8                | Sala de sport a LPS, Slatina |
| 14 ianuarie 2009 17:00 | Cronica                   |         |                        | Sala de sport a LPS, Slatina |

### Etapa a XII-a
| 18 ianuarie 2009 Sport.ro11:00 | CS Tomis Constanța | 30 – 26 | HC Zalău | Sala Polivalentă, Constanța Arbitri: Pavel, State |
| 18 ianuarie 2009 Sport.ro11:00 | Cărbune 8          | (14–10) | Holhoș 6 | Sala Polivalentă, Constanța Arbitri: Pavel, State |
| 18 ianuarie 2009 Sport.ro11:00 | Cronica            |         |          | Sala Polivalentă, Constanța Arbitri: Pavel, State |

| 18 ianuarie 2009 | Rulmentul Brașov | 41 – 24 | HCM Roman | Sala „Dumitru Popescu Colibași”, Brașov |
| 18 ianuarie 2009 | (19–12)          |         |           | Sala „Dumitru Popescu Colibași”, Brașov |
| 18 ianuarie 2009 | Cronica          |         |           | Sala „Dumitru Popescu Colibași”, Brașov |

| 18 ianuarie 2009 11:00 | HCM Baia Mare    | 28 – 25 | HC Oțelul Galați | Sala Sporturilor „Lascăr Pană”, Baia Mare Asistență: 1.400 |
| 18 ianuarie 2009 11:00 | Cioaric, Druțu 6 | (12–15) | Buceschi 7       | Sala Sporturilor „Lascăr Pană”, Baia Mare Asistență: 1.400 |
| 18 ianuarie 2009 11:00 | 10× 1×           | Cronica | 5× 1×            | Sala Sporturilor „Lascăr Pană”, Baia Mare Asistență: 1.400 |

| 18 ianuarie 2009 | HC Dunărea Brăila | 47 – 24 | KZN Slatina | Sala Polivalentă „Danubius”, Brăila |
| 18 ianuarie 2009 | (–)               |         |             | Sala Polivalentă „Danubius”, Brăila |
| 18 ianuarie 2009 | [ Cronica]        |         |             | Sala Polivalentă „Danubius”, Brăila |

| 18 ianuarie 2009 11:00 | CSM Cetate Deva | 31 – 29 | „U” Jolidon Cluj | Sala Polivalentă, Deva |
| 18 ianuarie 2009 11:00 | (–)             |         |                  | Sala Polivalentă, Deva |
| 18 ianuarie 2009 11:00 | [ Cronica]      |         |                  | Sala Polivalentă, Deva |

| 18 ianuarie 2009 | CSM Ploiești | 28 – 19 | Hidroconcas Buzău | Sala Sporturilor Olimpia, Ploiești |
| 18 ianuarie 2009 | (–)          |         |                   | Sala Sporturilor Olimpia, Ploiești |
| 18 ianuarie 2009 | [ Cronica]   |         |                   | Sala Sporturilor Olimpia, Ploiești |

| 21 ianuarie 2009 17:00 | Oltchim Râmnicu Vâlcea | 39 – 28 | Rapid București | Sala Sporturilor „Traian”, Râmnicu Vâlcea |
| 21 ianuarie 2009 17:00 | Lecușanu 8             | (19–10) | Dinu 9          | Sala Sporturilor „Traian”, Râmnicu Vâlcea |
| 21 ianuarie 2009 17:00 | Cronica                |         |                 | Sala Sporturilor „Traian”, Râmnicu Vâlcea |

### Etapa a XIII-a
| 25 ianuarie 2009 | Hidroconcas Buzău | 29 – 41 | Rulmentul Brașov | Sala „Romeo Iamandi”, Buzău |
| 25 ianuarie 2009 | Goran 9           | (11–21) | Stanca 13        | Sala „Romeo Iamandi”, Buzău |
| 25 ianuarie 2009 | Cronica           |         |                  | Sala „Romeo Iamandi”, Buzău |

| 25 ianuarie 2009 | „U” Jolidon Cluj | 25 – 24 | CSM Ploiești | Sala Sporturilor „Horia Demian”, Cluj |
| 25 ianuarie 2009 | Senocico 7       | (12–14) | Toma 12      | Sala Sporturilor „Horia Demian”, Cluj |
| 25 ianuarie 2009 | Cronica          |         |              | Sala Sporturilor „Horia Demian”, Cluj |

| 25 ianuarie 2009 | HC Zalău  | 26 – 27 | CSM Cetate Deva | Sala „Avram Iancu”, Zalău |
| 25 ianuarie 2009 | Holhoș 10 | (10–13) | Cartaș 11       | Sala „Avram Iancu”, Zalău |
| 25 ianuarie 2009 | Cronica   |         |                 | Sala „Avram Iancu”, Zalău |

| 25 ianuarie 2009 | KZN Slatina | 29 – 33 | CS Tomis Constanța | Sala de sport a LPS, Slatina |
| 25 ianuarie 2009 | Zamfir 9    | (13–16) | Iovănescu 10       | Sala de sport a LPS, Slatina |
| 25 ianuarie 2009 | Cronica     |         |                    | Sala de sport a LPS, Slatina |

| 25 ianuarie 2009 | Rapid București | 31 – 33 | HC Dunărea Brăila   | Sala „Rapid”, București |
| 25 ianuarie 2009 | Păcuraru 10     | (15–13) | Jenőfi, Moldovan 10 | Sala „Rapid”, București |
| 25 ianuarie 2009 | Cronica         |         |                     | Sala „Rapid”, București |

| 25 ianuarie 2009 | HC Oțelul Galați     | 22 – 27 | Oltchim Râmnicu Vâlcea | Sala „Siderurgistul”, Galați Asistență: 1.000 |
| 25 ianuarie 2009 | Busuioceanu, Druțu 5 | (11–13) | Szűcs 6                | Sala „Siderurgistul”, Galați Asistență: 1.000 |
| 25 ianuarie 2009 | 3×                   | Cronica | 3×                     | Sala „Siderurgistul”, Galați Asistență: 1.000 |

| 25 ianuarie 2009 | HCM Roman    | 29 – 24 | HCM Baia Mare    | Sala Polivalentă, Roman Asistență: 500 Arbitri: Pavel, State |
| 25 ianuarie 2009 | Demetercă 11 | (18–10) | Balint, Geiger 6 | Sala Polivalentă, Roman Asistență: 500 Arbitri: Pavel, State |
| 25 ianuarie 2009 | 4×           | Cronica | 2×               | Sala Polivalentă, Roman Asistență: 500 Arbitri: Pavel, State |

## Rezultate în retur
Date oficiale publicate de Federația Română de Handbal

### Etapa a XIV-a
| 30 ianuarie 2009 | „U” Jolidon Cluj | 27 – 24 | Hidroconcas Buzău | Sala Sporturilor „Horia Demian”, Cluj |
| 30 ianuarie 2009 | Senocico 7       | (16–9)  | Molfea 6          | Sala Sporturilor „Horia Demian”, Cluj |
| 30 ianuarie 2009 | Cronica          |         |                   | Sala Sporturilor „Horia Demian”, Cluj |

| 1 februarie 2009 11:00 | HC Zalău  | 31 – 22 | CSM Ploiești | Sala „Avram Iancu”, Zalău |
| 1 februarie 2009 11:00 | Czeczi 10 | (13–9)  | Toma 8       | Sala „Avram Iancu”, Zalău |
| 1 februarie 2009 11:00 | Cronica   |         |              | Sala „Avram Iancu”, Zalău |

| 1 februarie 2009 11:00 | HC Oțelul Galați | 28 – 29 | HC Dunărea Brăila | Sala „Siderurgistul”, Galați Asistență: 1.000 Arbitri: Stark, Ștefan |
| 1 februarie 2009 11:00 | Cioaric 10       | (13–13) | Jenőfi 12         | Sala „Siderurgistul”, Galați Asistență: 1.000 Arbitri: Stark, Ștefan |
| 1 februarie 2009 11:00 | Cronica          |         |                   | Sala „Siderurgistul”, Galați Asistență: 1.000 Arbitri: Stark, Ștefan |

| 1 februarie 2009 11:00 | Rulmentul Brașov | 45 – 33 | HCM Baia Mare | Sala „Dumitru Popescu Colibași”, Brașov Asistență: 1.000 Arbitri: Florescu, Duță |
| 1 februarie 2009 11:00 | Stanca 10        | (20–15) | Geiger 8      | Sala „Dumitru Popescu Colibași”, Brașov Asistență: 1.000 Arbitri: Florescu, Duță |
| 1 februarie 2009 11:00 | 5×               | Cronica | 3×            | Sala „Dumitru Popescu Colibași”, Brașov Asistență: 1.000 Arbitri: Florescu, Duță |

| 1 februarie 2009 11:00 | HCM Roman    | 14 – 30 | Oltchim Râmnicu Vâlcea | Sala Polivalentă, Roman |
| 1 februarie 2009 11:00 | Mazur, Pop 7 | (7–10)  | Lecușanu 7             | Sala Polivalentă, Roman |
| 1 februarie 2009 11:00 | Cronica      |         |                        | Sala Polivalentă, Roman |

| 1 februarie 2009 11:00 | KZN Slatina | 23 – 31 | CSM Cetate Deva | Sala de sport a LPS, Slatina |
| 1 februarie 2009 11:00 | Zamfir 9    | (14–16) | Borbély 7       | Sala de sport a LPS, Slatina |
| 1 februarie 2009 11:00 | Cronica     |         |                 | Sala de sport a LPS, Slatina |

| 1 februarie 2009 11:30 | Rapid București | 25 – 26 | CS Tomis Constanța | Sala „Rapid”, București Arbitri: Harabagiu, Stănescu |
| 1 februarie 2009 11:30 | Cruceanu 8      | (12–10) | Ackar, Jafarova 6  | Sala „Rapid”, București Arbitri: Harabagiu, Stănescu |
| 1 februarie 2009 11:30 | Cronica         |         |                    | Sala „Rapid”, București Arbitri: Harabagiu, Stănescu |

### Etapa a XV-a
| 3 februarie 2009 11:00 | Oltchim Râmnicu Vâlcea | 35 – 28 | HCM Baia Mare | Sala Sporturilor „Traian”, Râmnicu Vâlcea Asistență: 400 Arbitri: Spătaru, Candidatu |
| 3 februarie 2009 11:00 | Ardean-Elisei 7        | (20–12) | Mihalschi 7   | Sala Sporturilor „Traian”, Râmnicu Vâlcea Asistență: 400 Arbitri: Spătaru, Candidatu |
| 3 februarie 2009 11:00 | 3×                     | Cronica | 4×            | Sala Sporturilor „Traian”, Râmnicu Vâlcea Asistență: 400 Arbitri: Spătaru, Candidatu |

| 4 februarie 2009 17:00 | „U” Jolidon Cluj | 28 – 42 | Rulmentul Brașov | Sala Sporturilor „Horia Demian”, Cluj |
| 4 februarie 2009 17:00 | (14–22)          |         |                  | Sala Sporturilor „Horia Demian”, Cluj |
| 4 februarie 2009 17:00 | [ Cronica]       |         |                  | Sala Sporturilor „Horia Demian”, Cluj |

| 4 februarie 2009 17:00 | CS Tomis Constanța | 21 – 25 | HC Oțelul Galați | Sala Polivalentă, Constanța |
| 4 februarie 2009 17:00 | Cărbune 11         | (9–13)  | Busuioceanu 10   | Sala Polivalentă, Constanța |
| 4 februarie 2009 17:00 | Cronica            |         |                  | Sala Polivalentă, Constanța |

| 8 februarie 2009 | Hidroconcas Buzău | 22 – 22 | HC Zalău | Sala „Romeo Iamandi”, Buzău |
| 8 februarie 2009 |                   | (10–10) | Czeczi 7 | Sala „Romeo Iamandi”, Buzău |
| 8 februarie 2009 | Cronica           |         |          | Sala „Romeo Iamandi”, Buzău |

| 8 februarie 2009 | CSM Ploiești | 34 – 25 | KZN Slatina | Sala Sporturilor Olimpia, Ploiești |
| 8 februarie 2009 | (16–10)      |         |             | Sala Sporturilor Olimpia, Ploiești |
| 8 februarie 2009 | [ Cronica]   |         |             | Sala Sporturilor Olimpia, Ploiești |

| 8 februarie 2009 | CSM Cetate Deva | 26 – 34 | Rapid București | Sala Polivalentă, Deva |
| 8 februarie 2009 | (13–19)         |         |                 | Sala Polivalentă, Deva |
| 8 februarie 2009 | [ Cronica]      |         |                 | Sala Polivalentă, Deva |

| 8 februarie 2009 | HC Dunărea Brăila | 27 – 21 | HCM Roman | Sala Polivalentă „Danubius”, Brăila |
| 8 februarie 2009 | (14–9)            |         |           | Sala Polivalentă „Danubius”, Brăila |
| 8 februarie 2009 | [ Cronica]        |         |           | Sala Polivalentă „Danubius”, Brăila |

### Etapa a XVI-a
| 11 februarie 2009 | HCM Baia Mare | 19 – 18 | HC Dunărea Brăila | Sala Sporturilor „Lascăr Pană”, Baia Mare |
| 11 februarie 2009 | Geiger 7      | (–)     | Moldovan 9        | Sala Sporturilor „Lascăr Pană”, Baia Mare |
| 11 februarie 2009 | Cronica       |         |                   | Sala Sporturilor „Lascăr Pană”, Baia Mare |

| 11 februarie 2009 Sport.ro19:00 | Rulmentul Brașov | 41 – 36 | Oltchim Râmnicu Vâlcea | Sala „Dumitru Popescu Colibași”, Brașov |
| 11 februarie 2009 Sport.ro19:00 | Amariei 11       | (21–18) | Manea 9                | Sala „Dumitru Popescu Colibași”, Brașov |
| 11 februarie 2009 Sport.ro19:00 | Cronica          |         |                        | Sala „Dumitru Popescu Colibași”, Brașov |

| 15 februarie 2009 | HC Zalău  | 31 – 26 | „U” Jolidon Cluj | Sala „Avram Iancu”, Zalău |
| 15 februarie 2009 | Czeczi 11 | (17–12) | Dincă 7          | Sala „Avram Iancu”, Zalău |
| 15 februarie 2009 | Cronica   |         |                  | Sala „Avram Iancu”, Zalău |

| 15 februarie 2009 | Rapid București | 31 – 30 | CSM Ploiești | Sala „Rapid”, București |
| 15 februarie 2009 | Cruceanu 10     | (15–16) | Toma 8       | Sala „Rapid”, București |
| 15 februarie 2009 | Cronica         |         |              | Sala „Rapid”, București |

| 15 februarie 2009 11:00 | HCM Roman          | 24 – 23 | CS Tomis Constanța | Sala Polivalentă, Roman |
| 15 februarie 2009 11:00 | Mazur, Strungaru 6 | (–)     | Ackar 6            | Sala Polivalentă, Roman |
| 15 februarie 2009 11:00 | Cronica            |         |                    | Sala Polivalentă, Roman |

| 15 februarie 2009 | KZN Slatina        | 24 – 30 | Hidroconcas Buzău | Sala de sport a LPS, Slatina |
| 15 februarie 2009 | Lazăr, Pătuleanu 6 | (–)     | Moise 11          | Sala de sport a LPS, Slatina |
| 15 februarie 2009 | Cronica            |         |                   | Sala de sport a LPS, Slatina |

| 18 februarie 2009 11:00 | HC Oțelul Galați | 27 – 22 | CSM Cetate Deva | Sala „Siderurgistul”, Galați Arbitri: Bejenariu, Cârligeanu |
| 18 februarie 2009 11:00 | (15–10)          |         |                 | Sala „Siderurgistul”, Galați Arbitri: Bejenariu, Cârligeanu |
| 18 februarie 2009 11:00 | [ Cronica]       |         |                 | Sala „Siderurgistul”, Galați Arbitri: Bejenariu, Cârligeanu |

### Etapa a XVII-a
| 21 februarie 2009 13:00 | CS Tomis Constanța | 30 – 28 | HCM Baia Mare | Sala Polivalentă, Constanța Asistență: 800 Arbitri: Harabagiu, Stănescu |
| 21 februarie 2009 13:00 | Cărbune 10         | (16–13) | Geiger 10     | Sala Polivalentă, Constanța Asistență: 800 Arbitri: Harabagiu, Stănescu |
| 21 februarie 2009 13:00 | 4×                 | Cronica | 8× 1×         | Sala Polivalentă, Constanța Asistență: 800 Arbitri: Harabagiu, Stănescu |

| 22 februarie 2009 11:00 | HC Zalău         | 30 – 34 | Rulmentul Brașov | Sala „Avram Iancu”, Zalău Arbitri: Pop, Mokany |
| 22 februarie 2009 11:00 | Holhoș, Țurcaș 6 | (12–19) | Gâscă 9          | Sala „Avram Iancu”, Zalău Arbitri: Pop, Mokany |
| 22 februarie 2009 11:00 | Cronica          |         |                  | Sala „Avram Iancu”, Zalău Arbitri: Pop, Mokany |

| 22 februarie 2009 | „U” Jolidon Cluj | 50 – 21 | KZN Slatina | Sala Sporturilor „Horia Demian”, Cluj |
| 22 februarie 2009 | Dincă 9          | (27–9)  | Cîrstea 8   | Sala Sporturilor „Horia Demian”, Cluj |
| 22 februarie 2009 | Cronica          |         |             | Sala Sporturilor „Horia Demian”, Cluj |

| 22 februarie 2009 | Hidroconcas Buzău | 27 – 25 | Rapid București | Sala „Romeo Iamandi”, Buzău |
| 22 februarie 2009 | (16–12)           |         |                 | Sala „Romeo Iamandi”, Buzău |
| 22 februarie 2009 | [ Cronica]        |         |                 | Sala „Romeo Iamandi”, Buzău |

| 22 februarie 2009 | CSM Ploiești | 30 – 36 | HC Oțelul Galați | Sala Sporturilor Olimpia, Ploiești |
| 22 februarie 2009 | Dospin 10    | (16–19) | Ghionea 9        | Sala Sporturilor Olimpia, Ploiești |
| 22 februarie 2009 | Cronica      |         |                  | Sala Sporturilor Olimpia, Ploiești |

| 22 februarie 2009 | CSM Cetate Deva | 24 – 27 | HCM Roman   | Sala Polivalentă, Deva |
| 22 februarie 2009 | Cartaș 7        | (14–10) | Strungaru 7 | Sala Polivalentă, Deva |
| 22 februarie 2009 | Cronica         |         |             | Sala Polivalentă, Deva |

| 25 februarie 2009 Sport.ro19:00 | HC Dunărea Brăila | 26 – 39 | Oltchim Râmnicu Vâlcea | Sala Polivalentă „Danubius”, Brăila Arbitri: Pavel, State |
| 25 februarie 2009 Sport.ro19:00 | Moldovan 11       | (11–18) | Lecușanu 8             | Sala Polivalentă „Danubius”, Brăila Arbitri: Pavel, State |
| 25 februarie 2009 Sport.ro19:00 | 3×                | Cronica | 4×                     | Sala Polivalentă „Danubius”, Brăila Arbitri: Pavel, State |

### Etapa a XVIII-a
| 11 martie 2009 17:00 | HC Oțelul Galați | 29 – 20 | Hidroconcas Buzău | Sala „Siderurgistul”, Galați |
| 11 martie 2009 17:00 | Busuioceanu 9    | (11–10) | Bodîrlău, Moise 5 | Sala „Siderurgistul”, Galați |
| 11 martie 2009 17:00 | 4×               | Cronica | 4×                | Sala „Siderurgistul”, Galați |

| 12 martie 2009 17:00 | Oltchim Râmnicu Vâlcea | 40 – 31 | CS Tomis Constanța | Sala Sporturilor „Traian”, Râmnicu Vâlcea |
| 12 martie 2009 17:00 | Pidpalova 7            | (24–13) | Cărbune 8          | Sala Sporturilor „Traian”, Râmnicu Vâlcea |
| 12 martie 2009 17:00 | [ Cronica]             |         |                    | Sala Sporturilor „Traian”, Râmnicu Vâlcea |

| 15 martie 2009 | HCM Baia Mare | 28 – 24 | CSM Cetate Deva | Sala Sporturilor „Lascăr Pană”, Baia Mare |
| 15 martie 2009 | (–)           |         |                 | Sala Sporturilor „Lascăr Pană”, Baia Mare |
| 15 martie 2009 | [ Cronica]    |         |                 | Sala Sporturilor „Lascăr Pană”, Baia Mare |

| 15 martie 2009 | HCM Roman  | 21 – 19 | CSM Ploiești | Sala Polivalentă, Roman |
| 15 martie 2009 | (–)        |         |              | Sala Polivalentă, Roman |
| 15 martie 2009 | [ Cronica] |         |              | Sala Polivalentă, Roman |

| 15 martie 2009 | Rapid București | 35 – 30 | „U” Jolidon Cluj | Sala „Rapid”, București |
| 15 martie 2009 | (–)             |         |                  | Sala „Rapid”, București |
| 15 martie 2009 | [ Cronica]      |         |                  | Sala „Rapid”, București |

| 15 martie 2009 | KZN Slatina | 26 – 31 | HC Zalău  | Sala de sport a LPS, Slatina |
| 15 martie 2009 |             | (13–17) | Holhoș 13 | Sala de sport a LPS, Slatina |
| 15 martie 2009 | Cronica     |         |           | Sala de sport a LPS, Slatina |

| 18 martie 2009 17:00 | Rulmentul Brașov           | 33 – 33 | HC Dunărea Brăila   | Sala „Dumitru Popescu Colibași”, Brașov |
| 18 martie 2009 17:00 | Amariei, Barbosa, Stanca 6 | (16–15) | Moldovan, Jenőfi 13 | Sala „Dumitru Popescu Colibași”, Brașov |
| 18 martie 2009 17:00 | Cronica                    |         |                     | Sala „Dumitru Popescu Colibași”, Brașov |

### Etapa a XIX-a
| 19 martie 2009 18:00 | CSM Cetate Deva   | 22 – 35 | Oltchim Râmnicu Vâlcea | Sala Polivalentă, Deva Asistență: 1.000 |
| 19 martie 2009 18:00 | Borbély, Cartaș 5 | (9–15)  | Pușcașu 8              | Sala Polivalentă, Deva Asistență: 1.000 |
| 19 martie 2009 18:00 | Cronica           |         |                        | Sala Polivalentă, Deva Asistență: 1.000 |

| 22 martie 2009 11:00 | CS Tomis Constanța | 31 – 24 | HC Dunărea Brăila | Sala Polivalentă, Constanța |
| 22 martie 2009 11:00 | Cărbune 6          | (–)     | Moldovan 11       | Sala Polivalentă, Constanța |
| 22 martie 2009 11:00 | Cronica            |         |                   | Sala Polivalentă, Constanța |

| 22 martie 2009 | HC Zalău | 32 – 23 | Rapid București             | Sala „Avram Iancu”, Zalău |
| 22 martie 2009 | Holhoș 8 | (17–14) | Cruceanu, Geană, Păcuraru 5 | Sala „Avram Iancu”, Zalău |
| 22 martie 2009 | Cronica  |         |                             | Sala „Avram Iancu”, Zalău |

| 22 martie 2009 | Hidroconcas Buzău | 25 – 20 | HCM Roman | Sala „Romeo Iamandi”, Buzău |
| 22 martie 2009 | Moise 10          | (–)     | Stoleru 6 | Sala „Romeo Iamandi”, Buzău |
| 22 martie 2009 | Cronica           |         |           | Sala „Romeo Iamandi”, Buzău |

| 22 martie 2009 | CSM Ploiești | 24 – 20 | HCM Baia Mare | Sala Sporturilor Olimpia, Ploiești Arbitri: Bejenariu, Cârligeanu |
| 22 martie 2009 | Tâlvâc 7     | (14–14) | Geiger 7      | Sala Sporturilor Olimpia, Ploiești Arbitri: Bejenariu, Cârligeanu |
| 22 martie 2009 | Cronica      |         |               | Sala Sporturilor Olimpia, Ploiești Arbitri: Bejenariu, Cârligeanu |

| 25 martie 2009 16:00 | „U” Jolidon Cluj | 30 – 40 | HC Oțelul Galați | Sala Sporturilor „Horia Demian”, Cluj |
| 25 martie 2009 16:00 |                  | (13–24) | Ghionea 14       | Sala Sporturilor „Horia Demian”, Cluj |
| 25 martie 2009 16:00 | Cronica          |         |                  | Sala Sporturilor „Horia Demian”, Cluj |

| 25 martie 2009 17:00 | KZN Slatina | 32 – 44 | Rulmentul Brașov | Sala de sport a LPS, Slatina |
| 25 martie 2009 17:00 | (18–24)     |         |                  | Sala de sport a LPS, Slatina |
| 25 martie 2009 17:00 | [ Cronica]  |         |                  | Sala de sport a LPS, Slatina |

### Etapa a XX-a
| 27 martie 2009 17:00 | Oltchim Râmnicu Vâlcea | 36 – 32 | CSM Ploiești | Sala Sporturilor „Traian”, Râmnicu Vâlcea Arbitri: Georgescu, Moldoveanu |
| 27 martie 2009 17:00 | Maier, Neagu 9         | (20–19) | Toma 9       | Sala Sporturilor „Traian”, Râmnicu Vâlcea Arbitri: Georgescu, Moldoveanu |
| 27 martie 2009 17:00 |                        | Cronica | 1×           | Sala Sporturilor „Traian”, Râmnicu Vâlcea Arbitri: Georgescu, Moldoveanu |

| 29 martie 2009 11:00 | HC Oțelul Galați | 29 – 27 | HC Zalău  | Sala „Siderurgistul”, Galați Asistență: 500 Arbitri: Din, Dinu |
| 29 martie 2009 11:00 | Ghionea 9        | (14–14) | Băbeanu 8 | Sala „Siderurgistul”, Galați Asistență: 500 Arbitri: Din, Dinu |
| 29 martie 2009 11:00 | 4×               | Cronica | 7× 1×     | Sala „Siderurgistul”, Galați Asistență: 500 Arbitri: Din, Dinu |

| 29 martie 2009 11:00 | Rulmentul Brașov | 44 – 33 | CS Tomis Constanța | Sala „Dumitru Popescu Colibași”, Brașov |
| 29 martie 2009 11:00 | Amariei 11       | (22–13) | Ackar, Topa 7      | Sala „Dumitru Popescu Colibași”, Brașov |
| 29 martie 2009 11:00 | Cronica          |         |                    | Sala „Dumitru Popescu Colibași”, Brașov |

| 29 martie 2009 11:00 | HC Dunărea Brăila | 23 – 18 | CSM Cetate Deva | Sala Polivalentă „Danubius”, Brăila |
| 29 martie 2009 11:00 | Negruțiu 7        | (11–12) | Trană 6         | Sala Polivalentă „Danubius”, Brăila |
| 29 martie 2009 11:00 | Cronica           |         |                 | Sala Polivalentă „Danubius”, Brăila |

| 29 martie 2009 11:00 | HCM Baia Mare | 37 – 16 | Hidroconcas Buzău | Sala Sporturilor „Lascăr Pană”, Baia Mare |
| 29 martie 2009 11:00 | Geiger 10     | (21–13) | Moise, Zavragiu 7 | Sala Sporturilor „Lascăr Pană”, Baia Mare |
| 29 martie 2009 11:00 | Cronica       |         |                   | Sala Sporturilor „Lascăr Pană”, Baia Mare |

| 29 martie 2009 11:00 | HCM Roman   | 31 – 28 | „U” Jolidon Cluj | Sala Polivalentă, Roman |
| 29 martie 2009 11:00 | Demetercă 7 | (14–17) | Senocico 9       | Sala Polivalentă, Roman |
| 29 martie 2009 11:00 | Cronica     |         |                  | Sala Polivalentă, Roman |

| 29 martie 2009 11:30 | Rapid București          | 43 – 28 | KZN Slatina | Sala „Rapid”, București |
| 29 martie 2009 11:30 | Cruceanu, Geană, Pavăl 5 | (19–15) | Zamfir 13   | Sala „Rapid”, București |
| 29 martie 2009 11:30 | Cronica                  |         |             | Sala „Rapid”, București |

### Etapa a XXI-a
| 2 aprilie 2009 | Rapid București | 34 – 46 | Rulmentul Brașov   | Sala „Rapid”, București |
| 2 aprilie 2009 | Strat 6         | (22–17) | Barbosa, Stanca 10 | Sala „Rapid”, București |
| 2 aprilie 2009 | Cronica         |         |                    | Sala „Rapid”, București |

| 16 aprilie 2009 11:00 | HC Zalău  | 23 – 20 | HCM Roman   | Sala „Avram Iancu”, Zalău Arbitri: Barbu, Nica |
| 16 aprilie 2009 11:00 | Băbeanu 8 | (12–10) | Demetercă 7 | Sala „Avram Iancu”, Zalău Arbitri: Barbu, Nica |
| 16 aprilie 2009 11:00 | Cronica   |         |             | Sala „Avram Iancu”, Zalău Arbitri: Barbu, Nica |

| 16 aprilie 2009 17:00 | „U” Jolidon Cluj | 28 – 29 | HCM Baia Mare | Sala Sporturilor „Horia Demian”, Cluj Arbitri: Bejenariu, Cârligeanu |
| 16 aprilie 2009 17:00 | Dincă 8          | (9–14)  | Balint 7      | Sala Sporturilor „Horia Demian”, Cluj Arbitri: Bejenariu, Cârligeanu |
| 16 aprilie 2009 17:00 | Cronica          |         |               | Sala Sporturilor „Horia Demian”, Cluj Arbitri: Bejenariu, Cârligeanu |

| 16 aprilie 2009 17:00 | KZN Slatina | 21 – 39 | HC Oțelul Galați | Sala de sport a LPS, Slatina |
| 16 aprilie 2009 17:00 | Lazăr 7     | (8–18)  | Busuioceanu 7    | Sala de sport a LPS, Slatina |
| 16 aprilie 2009 17:00 | 4×          | Cronica | 4×               | Sala de sport a LPS, Slatina |

| 16 aprilie 2009 18:00 | CSM Ploiești | 27 – 24 | HC Dunărea Brăila  | Sala Sporturilor Olimpia, Ploiești |
| 16 aprilie 2009 18:00 | Tâlvâc 8     | (14–14) | Moldovan, Jenőfi 7 | Sala Sporturilor Olimpia, Ploiești |
| 16 aprilie 2009 18:00 | Cronica      |         |                    | Sala Sporturilor Olimpia, Ploiești |

| 16 aprilie 2009 18:00 | CSM Cetate Deva | 24 – 21 | CS Tomis Constanța | Sala Polivalentă, Deva |
| 16 aprilie 2009 18:00 | Bardac 8        | (14–10) | Ackar 8            | Sala Polivalentă, Deva |
| 16 aprilie 2009 18:00 | Cronica         |         |                    | Sala Polivalentă, Deva |

| 22 aprilie 2009 11:00 | Hidroconcas Buzău | 22 – 39 | Oltchim Râmnicu Vâlcea | Sala „Romeo Iamandi”, Buzău |
| 22 aprilie 2009 11:00 | Moise 6           | (10–18) | Maier, Neagu 6         | Sala „Romeo Iamandi”, Buzău |
| 22 aprilie 2009 11:00 | Cronica           |         |                        | Sala „Romeo Iamandi”, Buzău |

### Etapa a XXII-a
| 21 aprilie 2009 | Rulmentul Brașov | 39 – 24 | CSM Cetate Deva | Sala „Dumitru Popescu Colibași”, Brașov |
| 21 aprilie 2009 | Stanca 7         | (17–10) |                 | Sala „Dumitru Popescu Colibași”, Brașov |
| 21 aprilie 2009 | Cronica          |         |                 | Sala „Dumitru Popescu Colibași”, Brașov |

| 25 aprilie 2009 11:00 | HC Oțelul Galați | 27 – 24 | Rapid București | Sala „Siderurgistul”, Galați Arbitri: Pop, Mokany |
| 25 aprilie 2009 11:00 | Ghionea 8        | (14–14) | Păcuraru 7      | Sala „Siderurgistul”, Galați Arbitri: Pop, Mokany |
| 25 aprilie 2009 11:00 | Cronica          |         |                 | Sala „Siderurgistul”, Galați Arbitri: Pop, Mokany |

| 25 aprilie 2009 | HCM Baia Mare                | 24 – 15 | HC Zalău | Sala Sporturilor „Lascăr Pană”, Baia Mare Asistență: 700 Arbitri: Stark, Ștefan |
| 25 aprilie 2009 | A. Amariei, Balint, Geiger 5 | (14–4)  | Czeczi 5 | Sala Sporturilor „Lascăr Pană”, Baia Mare Asistență: 700 Arbitri: Stark, Ștefan |
| 25 aprilie 2009 | 6×                           | Cronica | 3×       | Sala Sporturilor „Lascăr Pană”, Baia Mare Asistență: 700 Arbitri: Stark, Ștefan |

| 25 aprilie 2009 | CS Tomis Constanța | 34 – 33 | CSM Ploiești | Sala Polivalentă, Constanța |
| 25 aprilie 2009 |                    | (15–17) | Tâlvâc 12    | Sala Polivalentă, Constanța |
| 25 aprilie 2009 | Cronica            |         |              | Sala Polivalentă, Constanța |

| 25 aprilie 2009 | HCM Roman  | 32 – 19 | KZN Slatina | Sala Polivalentă, Roman |
| 25 aprilie 2009 | (18–10)    |         |             | Sala Polivalentă, Roman |
| 25 aprilie 2009 | [ Cronica] |         |             | Sala Polivalentă, Roman |

| 25 aprilie 2009 | HC Dunărea Brăila | 30 – 20 | Hidroconcas Buzău | Sala Polivalentă „Danubius”, Brăila |
| 25 aprilie 2009 | (14–6)            |         |                   | Sala Polivalentă „Danubius”, Brăila |
| 25 aprilie 2009 | [ Cronica]        |         |                   | Sala Polivalentă „Danubius”, Brăila |

| 25 aprilie 2009 12:00 | Oltchim Râmnicu Vâlcea | 35 – 23 | „U” Jolidon Cluj | Sala Sporturilor „Traian”, Râmnicu Vâlcea |
| 25 aprilie 2009 12:00 | Neagu 8                | (15–12) | Dincă 6          | Sala Sporturilor „Traian”, Râmnicu Vâlcea |
| 25 aprilie 2009 12:00 | Cronica                |         |                  | Sala Sporturilor „Traian”, Râmnicu Vâlcea |

### Etapa a XXIII-a
| 29 aprilie 2009 | Rapid București | 34 – 28 | HCM Roman   | Sala „Rapid”, București |
| 29 aprilie 2009 | Cruceanu 10     | (18–13) | Demetercă 6 | Sala „Rapid”, București |
| 29 aprilie 2009 | Cronica         |         |             | Sala „Rapid”, București |

| 29 aprilie 2009 | KZN Slatina  | 28 – 40 | HCM Baia Mare      | Sala de sport a LPS, Slatina |
| 29 aprilie 2009 | Pătuleanu 11 | (13–22) | Dobromir, Geiger 5 | Sala de sport a LPS, Slatina |
| 29 aprilie 2009 | Cronica      |         |                    | Sala de sport a LPS, Slatina |

| 29 aprilie 2009 | „U” Jolidon Cluj | 29 – 28 | HC Dunărea Brăila  | Sala Sporturilor „Horia Demian”, Cluj |
| 29 aprilie 2009 | Senocico 12      | (15–11) | Jenőfi, Moldovan 7 | Sala Sporturilor „Horia Demian”, Cluj |
| 29 aprilie 2009 | Cronica          |         |                    | Sala Sporturilor „Horia Demian”, Cluj |

| 29 aprilie 2009 | Hidroconcas Buzău | 26 – 27 | CS Tomis Constanța | Sala „Romeo Iamandi”, Buzău |
| 29 aprilie 2009 | Moise 13          | (10–13) | Ackar 8            | Sala „Romeo Iamandi”, Buzău |
| 29 aprilie 2009 | Cronica           |         |                    | Sala „Romeo Iamandi”, Buzău |

| 29 aprilie 2009 | CSM Ploiești | 25 – 22 | CSM Cetate Deva | Sala Sporturilor Olimpia, Ploiești |
| 29 aprilie 2009 | Tâlvâc 11    | (15–9)  | Cartaș 10       | Sala Sporturilor Olimpia, Ploiești |
| 29 aprilie 2009 | Cronica      |         |                 | Sala Sporturilor Olimpia, Ploiești |

| 29 aprilie 2009 17:00 | HC Oțelul Galați | 30 – 35 | Rulmentul Brașov | Sala „Siderurgistul”, Galați Arbitri: Pavel, State |
| 29 aprilie 2009 17:00 | Busuioceanu 9    | (15–19) | Barbosa 11       | Sala „Siderurgistul”, Galați Arbitri: Pavel, State |
| 29 aprilie 2009 17:00 | 2×               | Cronica | 4×               | Sala „Siderurgistul”, Galați Arbitri: Pavel, State |

| 29 aprilie 2009 18:00 | HC Zalău | 29 – 34 | Oltchim Râmnicu Vâlcea | Sala „Avram Iancu”, Zalău |
| 29 aprilie 2009 18:00 | Holhoș 8 | (15–18) | Neagu 8                | Sala „Avram Iancu”, Zalău |
| 29 aprilie 2009 18:00 | Cronica  |         |                        | Sala „Avram Iancu”, Zalău |

### Etapa a XXIV-a
| 3 mai 2009 11:00 | Oltchim Râmnicu Vâlcea | 37 – 14 | KZN Slatina | Sala Sporturilor „Traian”, Râmnicu Vâlcea |
| 3 mai 2009 11:00 | Cherăscu, Fiera 5      | (17–10) | Pătuleanu 6 | Sala Sporturilor „Traian”, Râmnicu Vâlcea |
| 3 mai 2009 11:00 | Cronica                |         |             | Sala Sporturilor „Traian”, Râmnicu Vâlcea |

| 3 mai 2009 11:00 | HC Dunărea Brăila | 25 – 23 | HC Zalău | Sala Polivalentă „Danubius”, Brăila Arbitri: Anton, Cristea |
| 3 mai 2009 11:00 | Jenőfi 9          | (12–8)  | Holhoș 8 | Sala Polivalentă „Danubius”, Brăila Arbitri: Anton, Cristea |
| 3 mai 2009 11:00 | Cronica           |         |          | Sala Polivalentă „Danubius”, Brăila Arbitri: Anton, Cristea |

| 3 mai 2009 | Rulmentul Brașov | 36 – 26 | CSM Ploiești | Sala „Dumitru Popescu Colibași”, Brașov |
| 3 mai 2009 | Stanca 8         | (18–12) | Tâlvâc 9     | Sala „Dumitru Popescu Colibași”, Brașov |
| 3 mai 2009 | Cronica          |         |              | Sala „Dumitru Popescu Colibași”, Brașov |

| 3 mai 2009 | HCM Roman   | 14 – 14 | HC Oțelul Galați | Sala Polivalentă, Roman |
| 3 mai 2009 | Demetercă 6 | (6–7)   | Ghionea 5        | Sala Polivalentă, Roman |
| 3 mai 2009 | Cronica     |         |                  | Sala Polivalentă, Roman |

| 3 mai 2009 | CS Tomis Constanța | 25 – 28 | „U” Jolidon Cluj | Sala Polivalentă, Constanța |
| 3 mai 2009 | Cărbune 8          | (13–13) | Senocico 9       | Sala Polivalentă, Constanța |
| 3 mai 2009 | Cronica            |         |                  | Sala Polivalentă, Constanța |

| 3 mai 2009 | HCM Baia Mare | 30 – 24 | Rapid București | Sala Sporturilor „Lascăr Pană”, Baia Mare |
| 3 mai 2009 | Balint 11     | (14–13) | Strat 6         | Sala Sporturilor „Lascăr Pană”, Baia Mare |
| 3 mai 2009 | Cronica       |         |                 | Sala Sporturilor „Lascăr Pană”, Baia Mare |

| 3 mai 2009 | CSM Cetate Deva | 28 – 29 | Hidroconcas Buzău | Sala Polivalentă, Deva |
| 3 mai 2009 | Cartaș 6        | (15–16) | Bodîrlău 8        | Sala Polivalentă, Deva |
| 3 mai 2009 | Cronica         |         |                   | Sala Polivalentă, Deva |

### Etapa a XXV-a
| 10 mai 2009 11:00 | HCM Roman  | 24 – 28 | Rulmentul Brașov | Sala Polivalentă, Roman |
| 10 mai 2009 11:00 | Stoleru 10 | (11–16) | Gogîrlă 7        | Sala Polivalentă, Roman |
| 10 mai 2009 11:00 | Cronica    |         |                  | Sala Polivalentă, Roman |

| 10 mai 2009 11:00 | HC Oțelul Galați | 24 – 25 | HCM Baia Mare | Sala „Siderurgistul”, Galați Asistență: 300 Arbitri: Bejenariu, Cârligeanu |
| 10 mai 2009 11:00 | Ghionea 6        | (10–11) | Geiger 6      | Sala „Siderurgistul”, Galați Asistență: 300 Arbitri: Bejenariu, Cârligeanu |
| 10 mai 2009 11:00 | 4×               | Cronica | 4×            | Sala „Siderurgistul”, Galați Asistență: 300 Arbitri: Bejenariu, Cârligeanu |

| 10 mai 2009 | Rapid București | 31 – 451) | Oltchim Râmnicu Vâlcea | Sala „Rapid”, București Asistență: 1.000 Arbitri: Anton, Năstase |
| 10 mai 2009 | Cruceanu 7      | (14–21)   | Maier 16               | Sala „Rapid”, București Asistență: 1.000 Arbitri: Anton, Năstase |
| 10 mai 2009 |                 | Cronica   | 1×                     | Sala „Rapid”, București Asistență: 1.000 Arbitri: Anton, Năstase |

| 10 mai 2009 | KZN Slatina | 26 – 37 | HC Dunărea Brăila | Sala de sport a LPS, Slatina |
| 10 mai 2009 | Pătuleanu 9 | (16–23) | Moldovan 10       | Sala de sport a LPS, Slatina |
| 10 mai 2009 | Cronica     |         |                   | Sala de sport a LPS, Slatina |

| 10 mai 2009 | HC Zalău   | 34 – 34 | CS Tomis Constanța | Sala „Avram Iancu”, Zalău |
| 10 mai 2009 | Holhoș 11  | (17–15) | Cărbune 8          | Sala „Avram Iancu”, Zalău |
| 10 mai 2009 | [ Cronica] |         |                    | Sala „Avram Iancu”, Zalău |

| 10 mai 2009 | Hidroconcas Buzău | 24 – 25 | CSM Ploiești | Sala „Romeo Iamandi”, Buzău |
| 10 mai 2009 | Bodîrlău 9        | (12–13) | Tâlvâc 8     | Sala „Romeo Iamandi”, Buzău |
| 10 mai 2009 | Cronica           |         |              | Sala „Romeo Iamandi”, Buzău |

| 10 mai 2009 | „U” Jolidon Cluj | 28 – 26 | CSM Cetate Deva | Sala Sporturilor „Horia Demian”, Cluj |
| 10 mai 2009 | Senocico 6       | (14–13) | Bardac 6        | Sala Sporturilor „Horia Demian”, Cluj |
| 10 mai 2009 | Cronica          |         |                 | Sala Sporturilor „Horia Demian”, Cluj |

1) În urma victoriei din această etapă, Oltchim Râmnicu Vâlcea a câștigat matematic titlul național, nemaiputând fi ajunsă la puncte de următoarea clasată, Rulmentul Brașov.

### Etapa a XXVI-a
| 15 mai 2009 kronSport.ro15:30 | Rulmentul Brașov | 41 – 29 | Hidroconcas Buzău | Sala „Romeo Iamandi”, Buzău Arbitri: Georgescu, Moldoveanu |
| 15 mai 2009 kronSport.ro15:30 | (20–11)          |         |                   | Sala „Romeo Iamandi”, Buzău Arbitri: Georgescu, Moldoveanu |
| 15 mai 2009 kronSport.ro15:30 | [ Cronica]       |         |                   | Sala „Romeo Iamandi”, Buzău Arbitri: Georgescu, Moldoveanu |

| 15 mai 2009 | HCM Baia Mare | 30 – 27 | HCM Roman | Sala Sporturilor „Lascăr Pană”, Baia Mare Asistență: 1.200 Arbitri: Barcan, Ciurea |
| 15 mai 2009 | Balint 7      | (16–10) | Pop 11    | Sala Sporturilor „Lascăr Pană”, Baia Mare Asistență: 1.200 Arbitri: Barcan, Ciurea |
| 15 mai 2009 | 4× 1×         | Cronica | 4×        | Sala Sporturilor „Lascăr Pană”, Baia Mare Asistență: 1.200 Arbitri: Barcan, Ciurea |

| 16 mai 2009 11:00 | CSM Cetate Deva | 24 – 20 | HC Zalău    | Sala Polivalentă, Deva |
| 16 mai 2009 11:00 |                 | (14–12) | Coadălată 5 | Sala Polivalentă, Deva |
| 16 mai 2009 11:00 | Cronica         |         |             | Sala Polivalentă, Deva |

| 16 mai 2009 | CSM Ploiești | 37 – 32 | „U” Jolidon Cluj | Sala Sporturilor Olimpia, Ploiești |
| 16 mai 2009 | (20–12)      |         |                  | Sala Sporturilor Olimpia, Ploiești |
| 16 mai 2009 | [ Cronica]   |         |                  | Sala Sporturilor Olimpia, Ploiești |

| 16 mai 2009 | HC Dunărea Brăila | 28 – 24 | Rapid București | Sala Polivalentă „Danubius”, Brăila |
| 16 mai 2009 | (13–15)           |         |                 | Sala Polivalentă „Danubius”, Brăila |
| 16 mai 2009 | [ Cronica]        |         |                 | Sala Polivalentă „Danubius”, Brăila |

| 16 mai 2009 | CS Tomis Constanța | 40 – 19 | KZN Slatina | Sala Polivalentă, Constanța |
| 16 mai 2009 | Iovănescu, Szabó 8 | (22–10) |             | Sala Polivalentă, Constanța |
| 16 mai 2009 | Cronica            |         |             | Sala Polivalentă, Constanța |

| 16 mai 2009 Sport.ro12:00 | Oltchim Râmnicu Vâlcea | 33 – 21 | HC Oțelul Galați | Sala Sporturilor „Traian”, Râmnicu Vâlcea Asistență: 2.000 Arbitri: Duță, Florescu |
| 16 mai 2009 Sport.ro12:00 | Manea 8                | (16–7)  | Cioaric 5        | Sala Sporturilor „Traian”, Râmnicu Vâlcea Asistență: 2.000 Arbitri: Duță, Florescu |
| 16 mai 2009 Sport.ro12:00 | Cronica                |         |                  | Sala Sporturilor „Traian”, Râmnicu Vâlcea Asistență: 2.000 Arbitri: Duță, Florescu |

## Clasamentul marcatoarelor
Actualizat pe 19 mai 2009
| Poz. | Nume                       | Echipă             | Goluri |
| ---- | -------------------------- | ------------------ | ------ |
| 1    | Ada Moldovan (ROU)         | HC Dunărea Brăila  | 235    |
| 2    | Andreea Cruceanu (ROU)     | CS Rapid București | 201    |
| 3    | Carmen Cartaș (ROU)        | CSM Cetate Deva    | 198    |
| 4    | Ionela Stanca (ROU)        | Rulmentul Brașov   | 181    |
| 5    | Mihaela Ani-Senocico (ROU) | „U” Jolidon Cluj   | 166    |
| 6    | Corina Demetercă (ROU)     | HCM Roman          | 155    |
| 7    | Adriana Holhoș (ROU)       | HC Zalău           | 154    |
| 8    | Alexandrina Barbosa (POR)  | Rulmentul Brașov   | 149    |
| 9    | Melinda Geiger (ROU)       | Știința Baia Mare  | 146    |
| 10   | Cătălina Cioaric (ROU)     | HC Oțelul Galați   | 155    |